# Sphenoptera cribratipennis
Sphenoptera cribratipennis es una especie de escarabajo del género Sphenoptera, familia Buprestidae. Fue descrita científicamente por Escalera en 1914.

## Distribución
Habita en la región paleártica.